# Tyrannus caudifasciatus
Tyrannus caudifasciatus е вид птица от семейство Tyrannidae.

## Разпространение
Видът е разпространен в Бахамските острови, Доминиканската република, Кайманови острови, Куба, Пуерто Рико, САЩ, Търкс и Кайкос, Хаити и Ямайка.